# محرك فيزيائي
محرك فيزيائي (بالإنجليزية: Physics engine)‏ هو برنامج حاسوب يقدم محاكاة تقريبية لبعض النظم الفيزيائية، مثل ديناميكيات الأجسام الصلبة (متضمنة كشف التصادم)، ديناميكيات الأجسام الناعمة ومحاكاة السوائل. يتم استخدام المحركات الفيزيائية في مجالات رسومات الحاسوب، ألعاب الفيديو والأفلام. الاستخدامات الرئيسية لها عادة في ألعاب الفيديو على شكل محركات ثلاثية الأبعاد.

## أمثلتها
- هافوك